# Bino Binazzi
Bino Binazzi (Figline Valdarno, 12 novembre 1878 – Prato, 1º maggio 1930) è stato un poeta italiano.

## Biografia
Bino Binazzi nasce ad Figline Valdarno nel 1878. Frequenta il liceo ad Arezzo e poi l'Istituto di studi superiori a Firenze, ma a seguito di varie disavventure finanziarie della famiglia deve proseguire i suoi studi da autodidatta. Oppresso dalle difficoltà economiche, per vivere inizia a insegnare presso vari collegi di Firenze, Torino, Roma e di altre città italiane.
Nel 1907 pubblica la sua prima raccolta di versi, Eptacordo, cui seguono nel 1909 Canti sereni, nel 1910 Turbini primaverili e nel 1911 Oltre il dolore, opere di stile carducciano e pascoliano, ma ideate da una personalità autonoma, insofferente alle scuole. A partire dal 1914 collabora a La Tempra di Renato Fondi.
In seguito Binazzi abbandona l'insegnamento e si dedica al giornalismo culturale. Diventa redattore del Fieramosca di Firenze e poi del Giornale del mattino di Bologna, dove appoggia la campagna interventista dopo essere entrato in contatto col movimento futurista fiorentino. Assiduo dei caffè "Giubbe Rosse" e "Paszkowsky", storici luoghi di aggregazione delle avanguardie letterarie e artistiche fiorentine, Binazzi diventa amico di Aldo Palazzeschi, di Ardengo Soffici e di Giovanni Papini. La frequentazione dell'ambiente futurista fiorentino proietta l'opera di Binazzi nei fermenti a lui contemporanei.
Nel 1916 a Bologna fonda con il poeta futurista Francesco Meriano La Brigata, periodico aperto alla cultura d'oltralpe. Alla fine della Grande Guerra inizia a collaborare al Resto del Carlino pubblicando articoli di critica letteraria. Nel 1919 pubblica presso Vallecchi La via della ricchezza considerata la sua opera più significativa, intrisa di visioni sulla tragicità della guerra e dell'esistenza. Nel 1920 inizia a collaborare alla rivista bolognese I Mediterranei.
Nei primi anni '20 aderisce al fascismo, ma per allontanarsene subito dopo l'assassinio di Matteotti. Nel 1928 cura per Vallecchi la riedizione dei Canti Orfici di Dino Campana, benché la casa editrice gli abbia affidato la curatela senza il permesso del poeta di Marradi, in quel periodo ricoverato in manicomio.
Sempre più isolato dall'ambiente letterario e artistico, oppresso da insuperate difficoltà economiche e consumato da lunga e penosa malattia, Binazzi muore a Prato nel 1930.
La sua produzione poetica è stata pubblicata postuma, nel 1934, nella raccolta Poesie, con l'introduzione di Ardengo Soffici. Postuma anche la pubblicazione Antichi, moderni e altro, del 1941, dove sono raccolti i saggi critici su Dino Campana e su Italo Svevo.